# Việt Nam năm 2001
Dưới đây là sự kiện trong năm tại Việt Nam 2001.

## Đương nhiệm
| Ảnh | Vị trí            | Tên            |
| --- | ----------------- | -------------- |
|     | Tổng bí thư       | Lê Khả Phiêu   |
|     | Chủ tịch nước     | Trần Đức Lương |
|     | Thủ tướng         | Phan Văn Khải  |
|     | Chủ tịch Quốc hội | Nông Đức Mạnh  |

## Sự kiện

### Diễn ra trong năm
- Đại hội Đảng Cộng sản Việt Nam lần thứ IX
- Liên hoan phim Việt Nam lần thứ 13

### Thể thao
- Việt Nam tại Đại hội Thể thao Đông Nam Á 2001

Bóng đá
- Giải bóng đá Hạng Nhì Quốc gia 2001
- Giải Vô địch Quốc gia chuyên nghiệp 2000–01
- Giải bóng đá Cúp Quốc gia 2000–01
- Siêu cúp bóng đá Việt Nam 2001
- Giải bóng đá Hạng Nhất Quốc gia 2000–01
- Giải bóng đá Cúp Quốc gia 2001–02
- Giải bóng đá Hạng Nhất Quốc gia 2001–02
- Giải bóng đá nữ vô địch quốc gia 2001
- Giải vô địch bóng đá nữ châu Á 2001

## Sinh

### Tháng 1
- 7 tháng 1:
  - Phan Tuấn Tài, cầu thủ bóng đá
  - Quan Văn Chuẩn, cầu thủ bóng đá
- 8 tháng 1: Y Eli Niê, cầu thủ bóng đá
- 15 tháng 1: Đỗ Thị Ánh Nguyệt, nữ vận động viên bắn cung

### Tháng 2

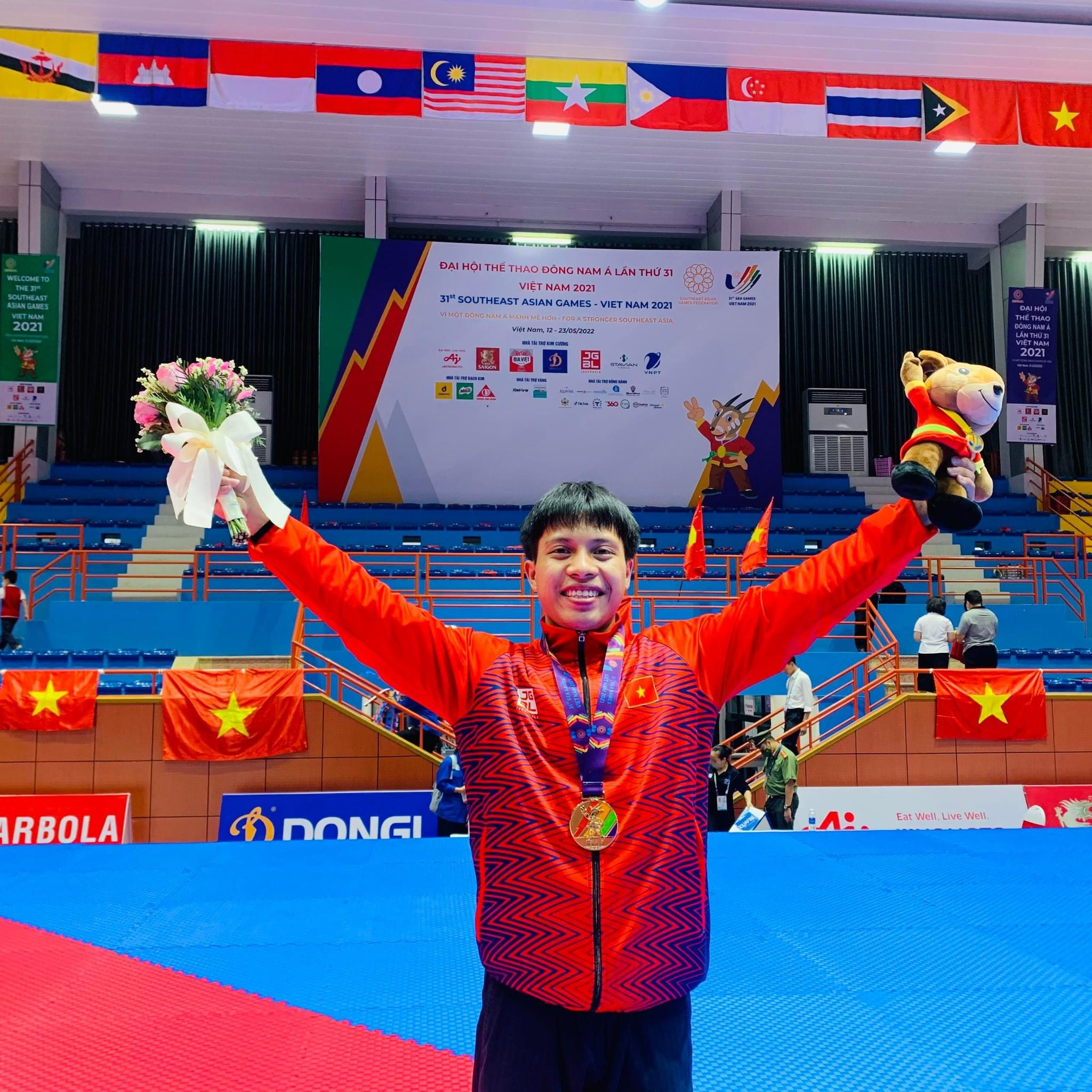
Trần Hồ Duy

- 4 tháng 2: Trần Hồ Duy, vận động viên Taekwondo
- 8 tháng 2: Trần Văn Bun, cầu thủ bóng đá
- 19 tháng 2: Trần Liêm Điều, cầu thủ bóng đá
- 22 tháng 2: Hoàng Xuân Tân, cầu thủ bóng đá

### Tháng 3

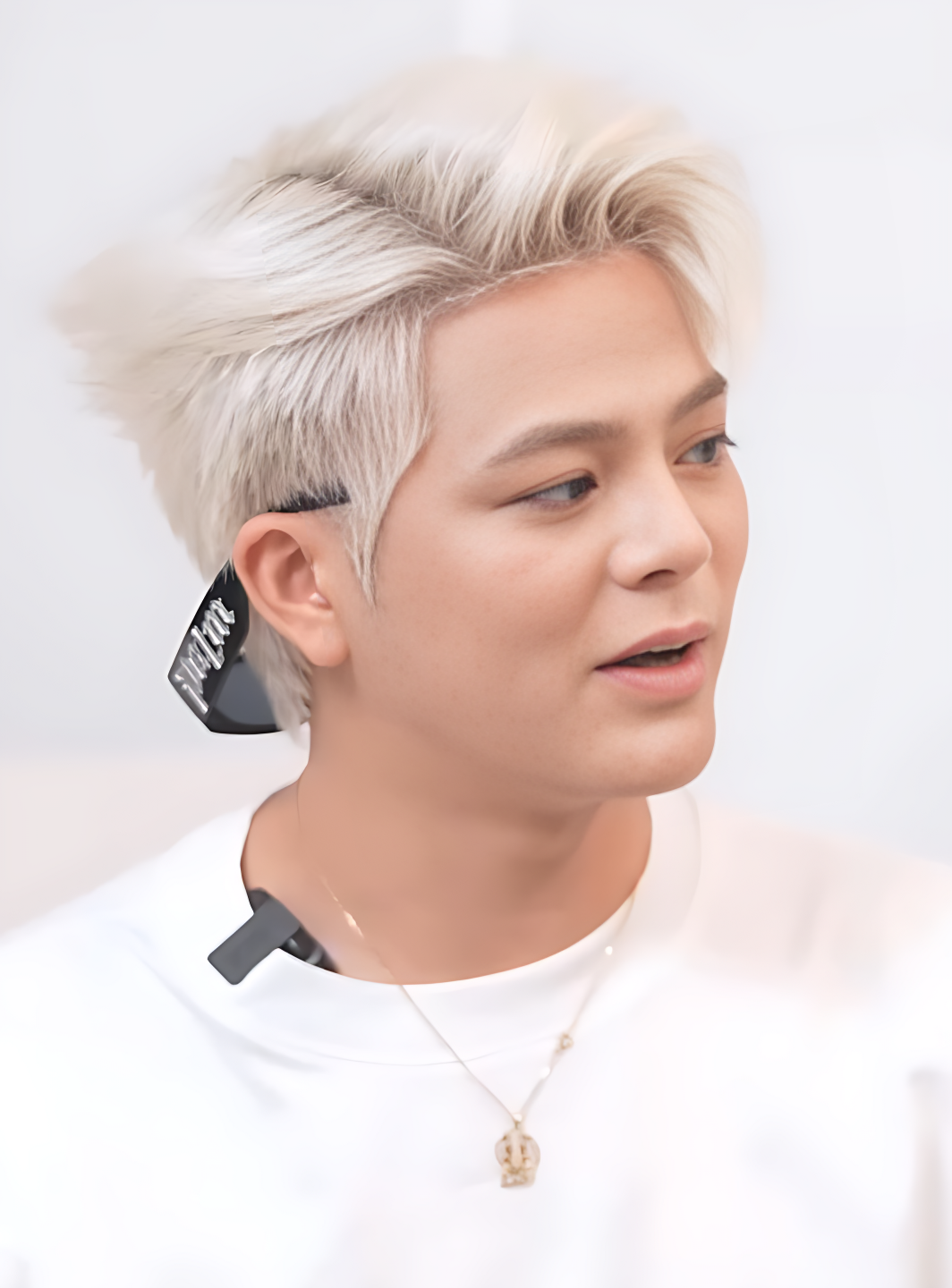
Rhyder

- 10 tháng 3: Bùi Tiến Sinh, cầu thủ bóng đá
- 18 tháng 3: Rhyder, ca sĩ
- 23 tháng 3:
  - Lê Quốc Nhật Nam, cầu thủ bóng đá
  - Trần Phạm Bảo Tuấn, cầu thủ bóng đá

### Tháng 4
- 1 tháng 4: Hoàng Văn Toản, cầu thủ bóng đá
- 29 tháng 4: Ngân Thị Vạn Sự, cầu thủ bóng đá

### Tháng 5
- 1 tháng 5: Đỗ Nhật Nam, thần đồng
- 6 tháng 5: Ngô Hoàng Quân, cầu thủ bóng đá
- 12 tháng 5: Trần Quang Thịnh, cầu thủ bóng đá

### Tháng 6
- 2 tháng 6: Nguyễn Văn Tùng, cầu thủ bóng đá
- 8 tháng 6: Trần Thị Hải Linh, cầu thủ bóng đá
- 9 tháng 6: Lê Quốc Nhật Nam, cầu thủ bóng đá
- 18 tháng 6: Lê Nguyễn Bảo Ngọc, hoa hậu, người mẫu

### Tháng 7

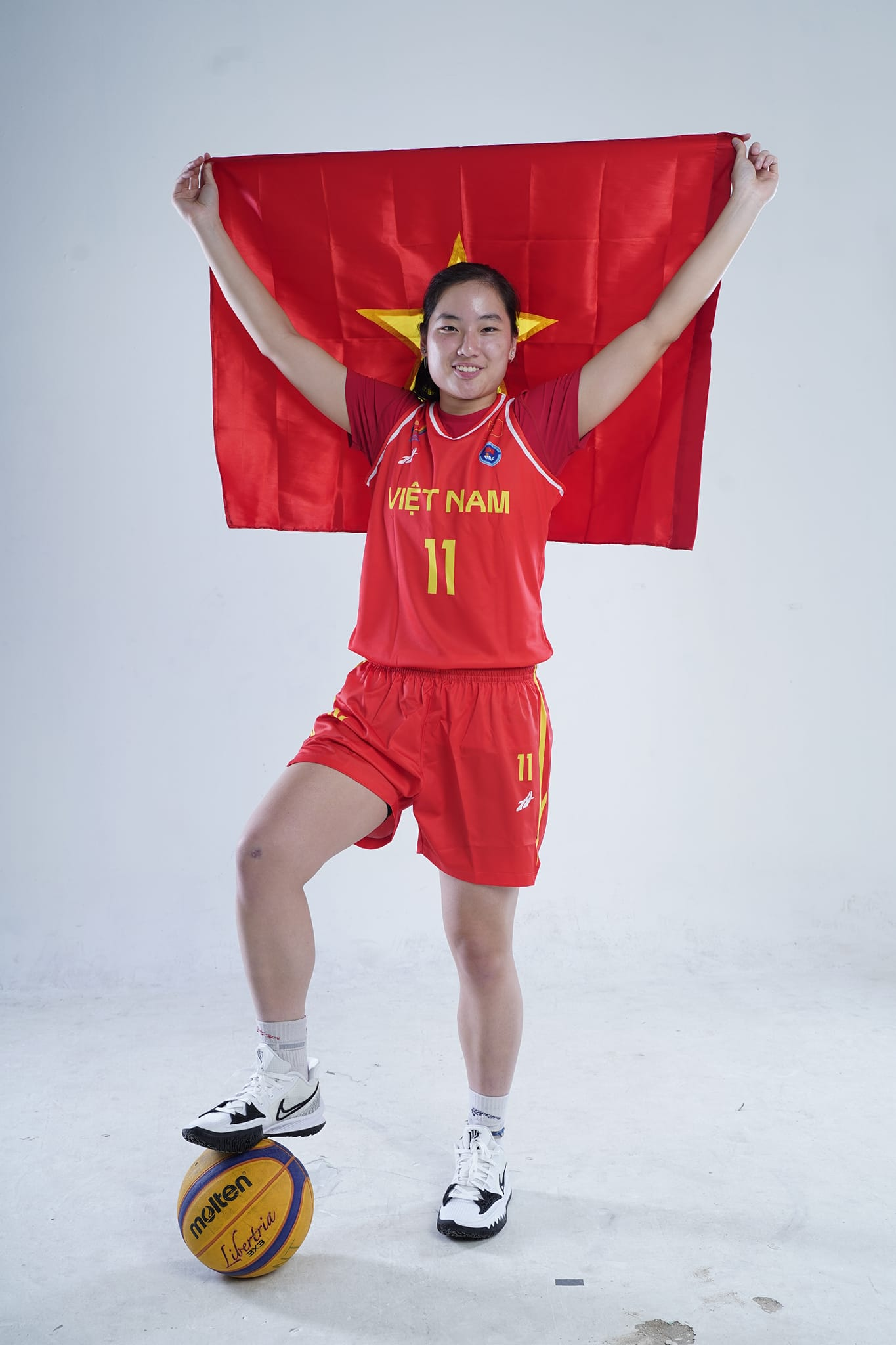
Trương Thảo My

- 8 tháng 7: Lê Văn Đô, cầu thủ bóng đá
- 10 tháng 7: Trương Thảo My, vận động viên bóng rổ
- 16 tháng 7: Vũ Thị Anh Thư, vận động viên cầu lông
- 20 tháng 7: Đỗ Thị Hà, người mẫu, hoa hậu

### Tháng 8

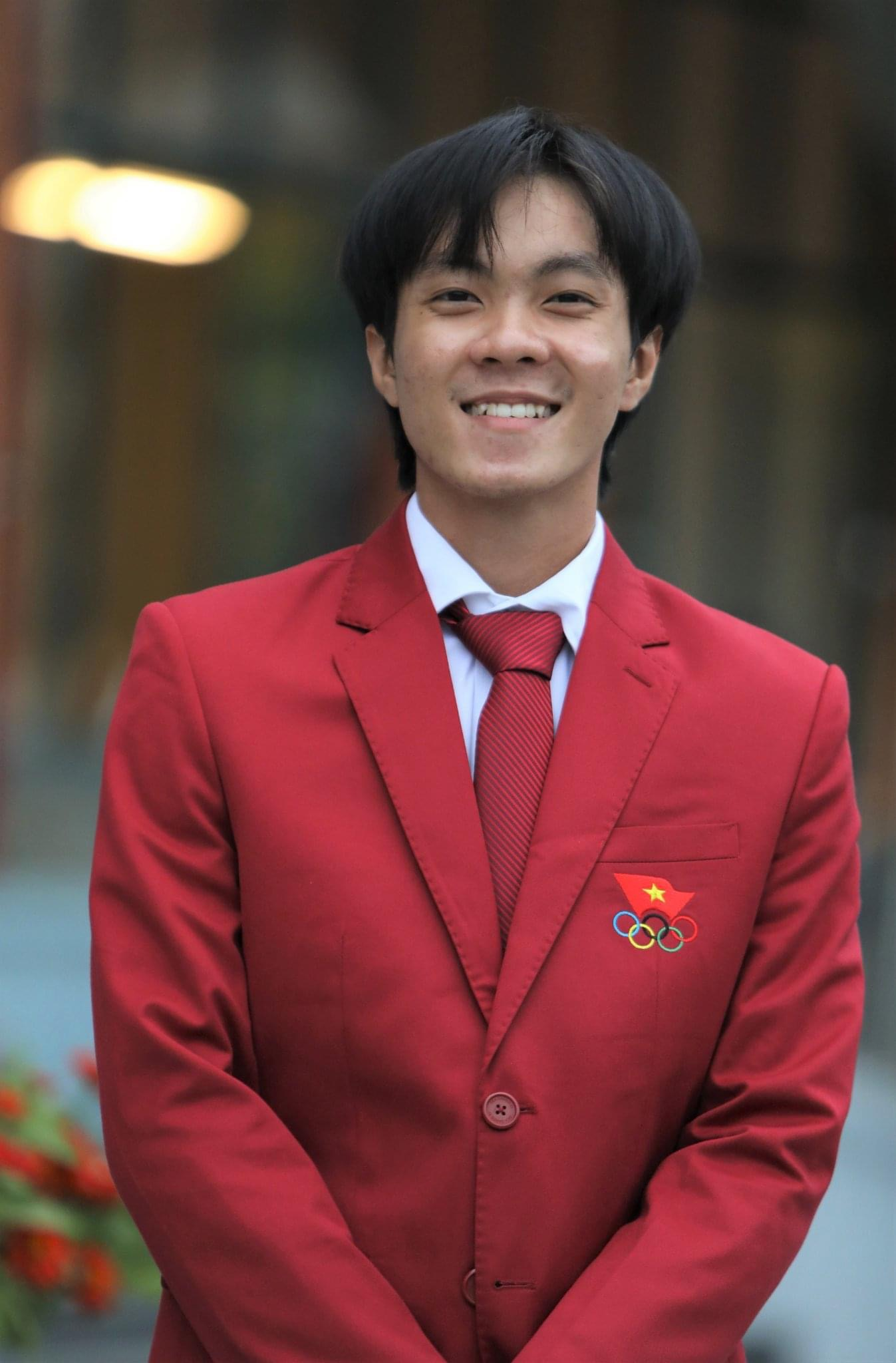
Nguyễn Ngọc Minh Hy

- 1 tháng 8: Nguyễn Ngọc Minh Hy, vận động viên Taekwondo
- 13 tháng 8: Thạch Thu Thảo, người mẫu
- 19 tháng 8: Huỳnh Công Đến, cầu thủ bóng đá
- 29 tháng 8: Huỳnh Thế Hiếu, cầu thủ bóng đá

### Tháng 9
- 15 tháng 9: Bùi Xuân Thịnh, cầu thủ bóng đá
- 16 tháng 9: Lai Bâng, vận động viên thể thao điện tử
- 25 tháng 9: Nguyễn Thị Thanh Nhã, cầu thủ bóng đá

### Tháng 10
- 21 tháng 10: Bùi Xuân Hạnh, hoa hậu, người mẫu
- 24 tháng 10: Võ Minh Trọng, cầu thủ bóng đá
- 25 tháng 10: Nguyễn Diệp Phương Trâm, vận động viên bơi lội

### Tháng 11
- 7 tháng 11: Lương Duy Cương, cầu thủ bóng đá
- 19 tháng 11: Wren Evans, ca sĩ[1]

### Tháng 12
- 16 tháng 12: Nguyễn Văn Quốc Duy, vận động viên bóng chuyền

### Không rõ ngày
- Ngô Sơn Đỉnh, vận động viên cử tạ
- Vũ Thị Phương Anh, vận động viên bơi lội

## Mất

### Tháng 1
- 4 tháng 1
  - Quách Thị Hồ, 91, nghệ nhân ca trù
  - Đào Đình Sung, 75–76, sĩ quan
- 20 tháng 1: Lê Hữu Qua, 86–87, quân nhân
- 28 tháng 1: Vũ Bá Oai, 97–98, võ sĩ
- 29 tháng 1: Lê Dung, 49, ca sĩ

### Tháng 2

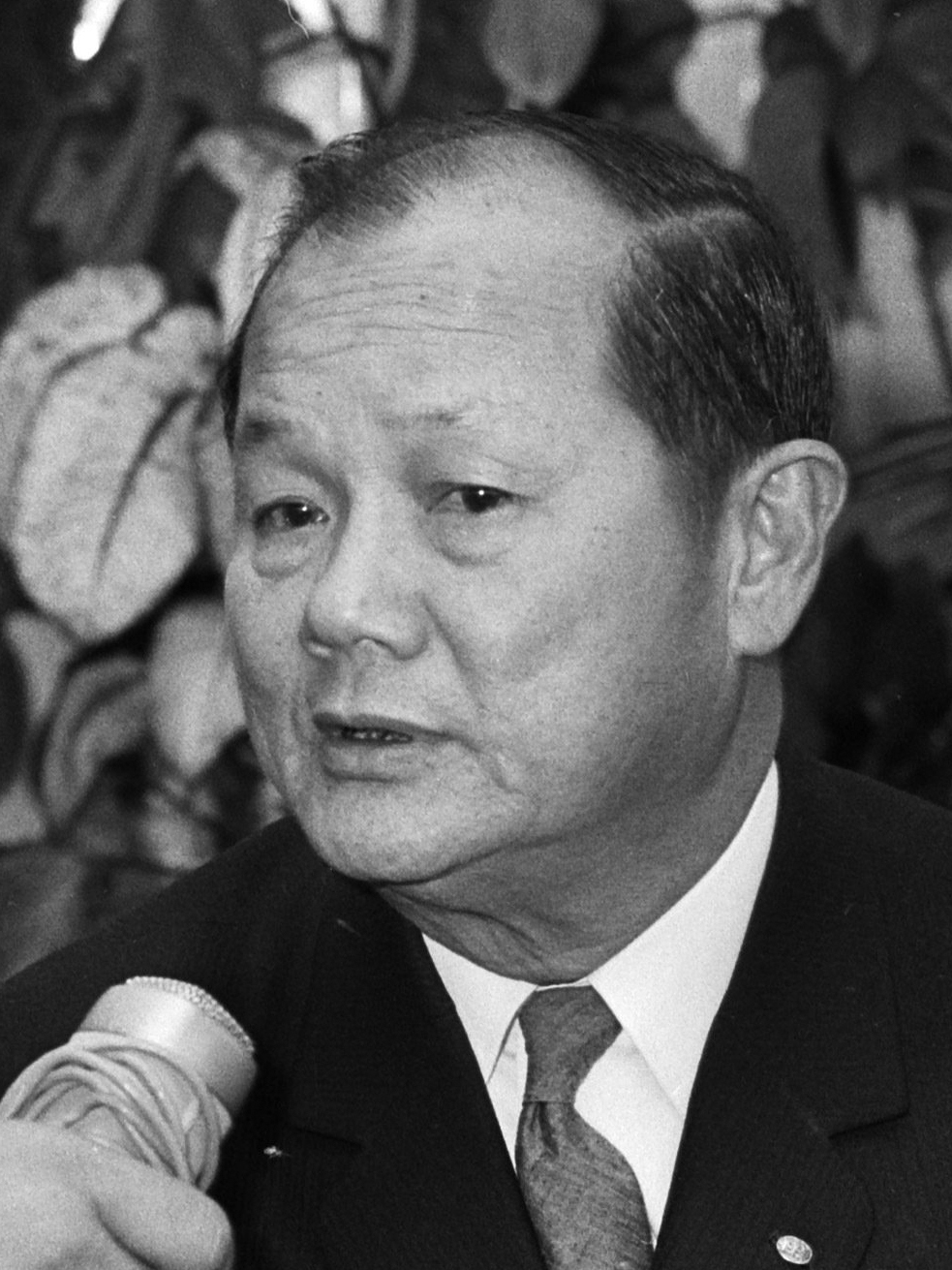
Trần Văn Lắm
(1913 – 2001)

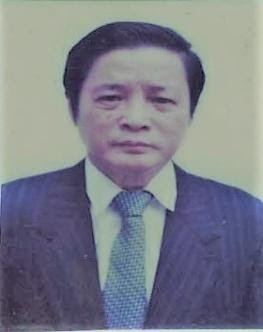
Cao Văn Sung
(1936 – 2001)

- 6 tháng 2: Trần Văn Lắm, 87, nhà chính trị
- 9 tháng 2: Nguyễn Đình Nghi, 72–73, đạo diễn
- 11 tháng 2: Ngô Minh Loan, 85–86, nhà cách mạng và nhà chính trị
- 20 tháng 2: Cao Văn Sung, 65, nhà sinh vật học

### Tháng 3
- 6 tháng 3: Ngọc Lan, 44, ca sĩ

### Tháng 4
- 1 tháng 4: Trịnh Công Sơn, 62, nhạc sĩ

### Tháng 5

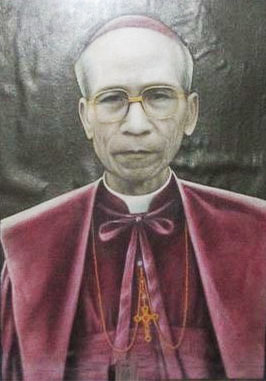
Phaolô Bùi Chu Tạo
(1909 – 2001)

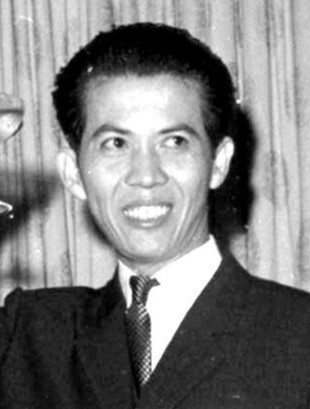
Bùi Văn Anh
(1930 – 2001)

- 5 tháng 5: Phaolô Bùi Chu Tạo, 92, giám mục
- 9 tháng 5: Y Ngông Niê Kdăm, 78, bác sĩ, nhà chính trị
- 28 tháng 5: Nguyễn Đình Phúc, 81, nhạc sĩ, họa sĩ và nhà thơ
- 30 tháng 5: Bùi Văn Anh, 70, nhà ngoại giao và luật sư

### Tháng 6
- 4 tháng 6: Nguyễn Cao Đàm, 85, nhà nhiếp ảnh
- 30 tháng 6: Louis Phạm Văn Nẫm, 81, giám mục

### Tháng 8
- 6 tháng 8: Dương Văn Minh, 85, quân nhân và nhà chính trị
- 13 tháng 8: Út Trà Ôn, 82, nghệ sĩ cải lương

### Tháng 9

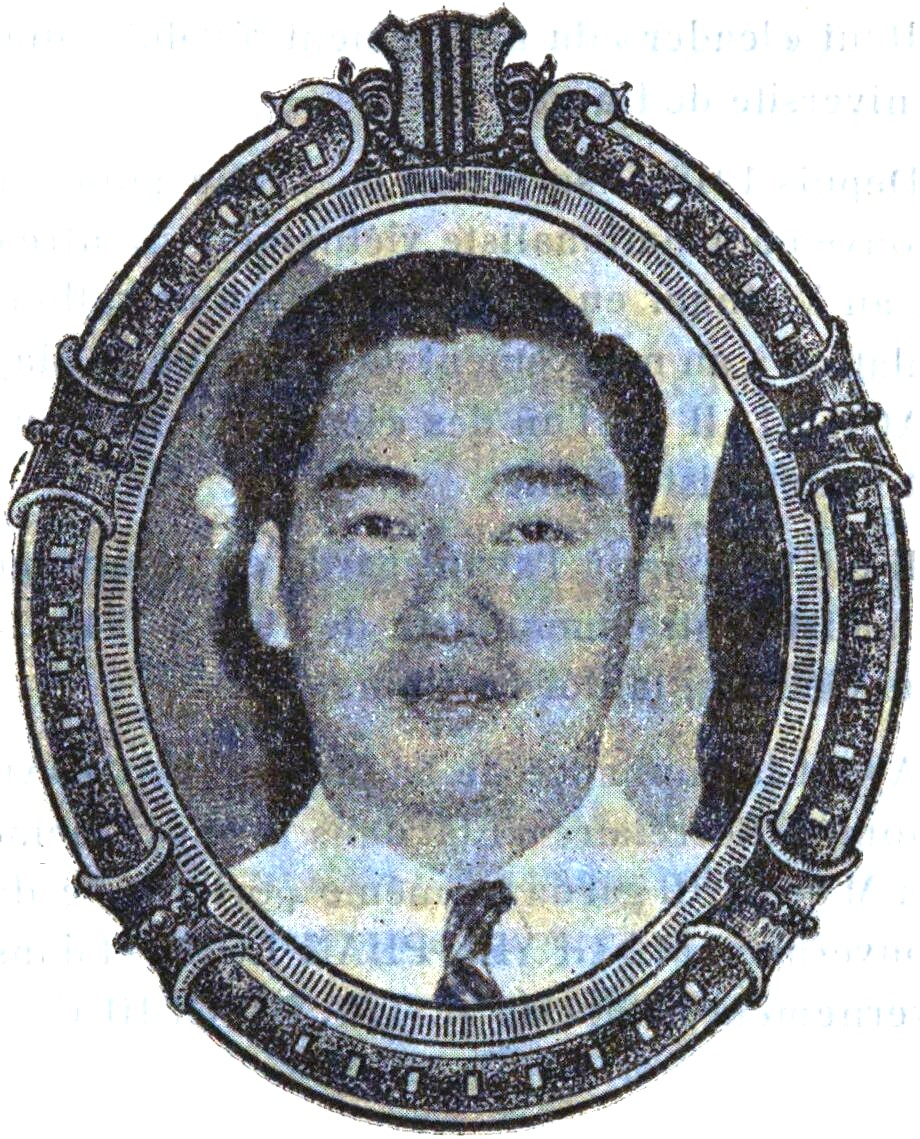
Nguyễn Tôn Hoàn
(1917 – 2001)

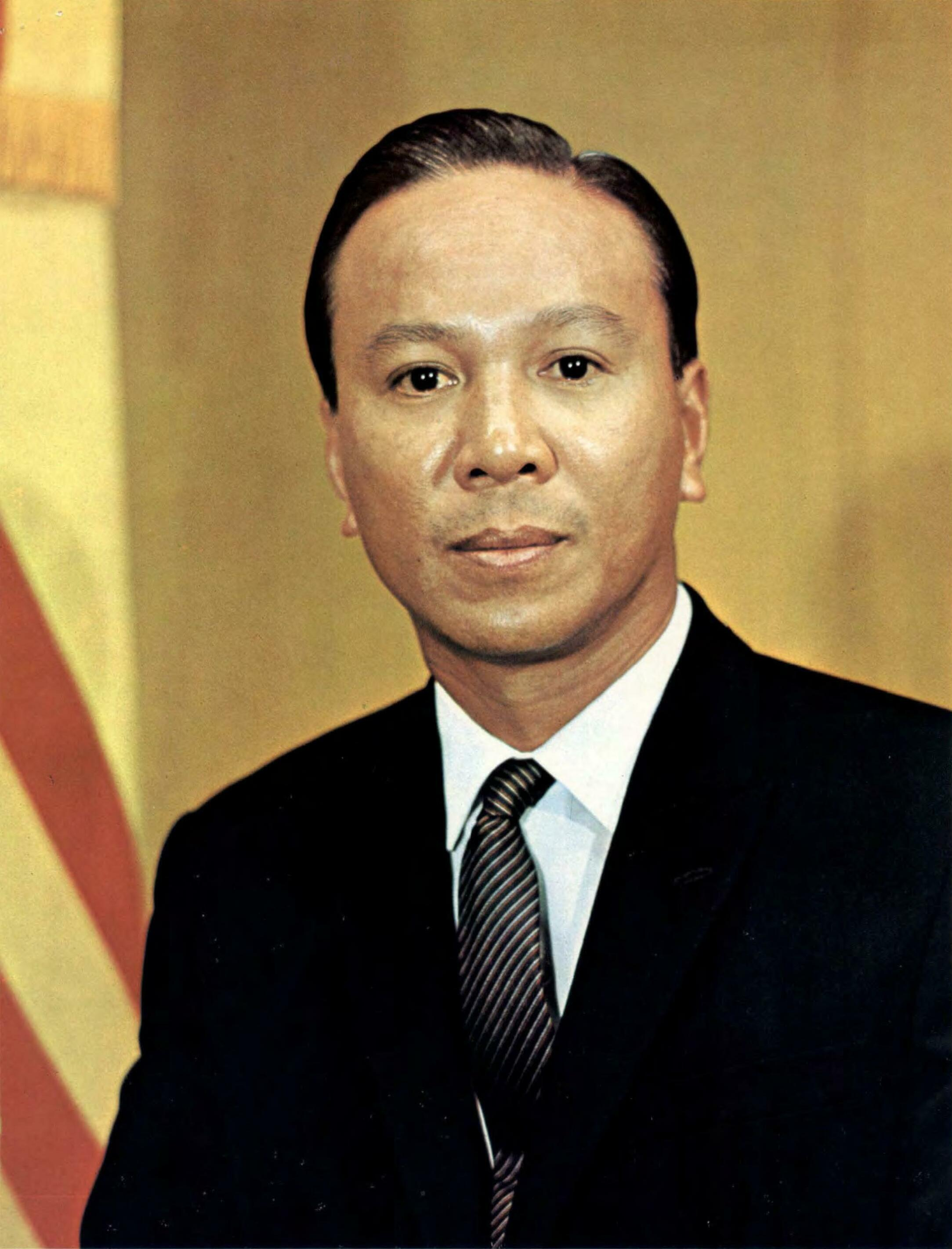
Nguyễn Văn Thiệu
(1923 – 2001)

- 3 tháng 9: Thuy Trang, 27, diễn viên
- 7 tháng 9: Mai Chửng, 60–61, nhà điêu khắc
- 19 tháng 9: Nguyễn Tôn Hoàn, 84, nhà chính trị
- 23 tháng 9: Hoàng Thi Thơ, 73, nhạc sĩ
- 29 tháng 9: Nguyễn Văn Thiệu, 78, sĩ quan, chính khách

### Tháng 10
- 3 tháng 10: Thích Thiện Siêu, 80, tu sĩ Phật giáo
- 10 tháng 10: Lê Toàn Thư, 79–80, nhà cách mạng
- 15 tháng 10: Ngọc Bích, 76–77, nhạc sĩ

### Tháng 11
- 3 tháng 11: Đàm Linh, 68–69, nhạc sĩ
- 13 tháng 11: Túy Phượng, 62, nghệ sĩ sân khấu
- 15 tháng 11: Đoàn Chuẩn, 77, nhạc sĩ, nghệ sĩ guitar

### Tháng 12
- 7 tháng 12: Giacôbê Lê Văn Mẫn, 79, linh mục
- 12 tháng 12: Lê Phổ, 94, họa sĩ

### Không rõ ngày
- Đặng Thí, 79–80, nhà cách mạng và nhà chính trị
- Hoàng Phương, 76–77, sĩ quan
- Lê Thành, 78–79, nhà cách mạng và nhà chính trị
- Minh Tuyền, 84–85, nhà thơ
- Mộng Lân, 66–67, nhạc sĩ
- Nghiêm Xuân Yêm, 87–88, kĩ sư nông nghiệp và nhà chính trị
- Nguyễn Chánh, 83–84, quân nhân
- Nguyễn Hòa, 77–78, quân nhân
- Nguyễn Văn Bổng, 79–80, nhà văn
- Thái Văn A, 58–59, quân nhân
- Trần Tử Oai, 79–80, quân nhân